# Station Rouen-Martainville
Station Rouen-Martainville is een spoorwegstation in de Franse gemeente Rouen.